# Phibsboro Chess Club
Phibsboro Chess Club – irlandzki klub szachowy z siedzibą w Dublinie.

## Historia
Klub został założony w 1954 roku. Pierwszym wygranym przez klub trofeum było zdobycie The Ennis Shield w 1958 roku. W 2002 roku klub po raz pierwszy wygrał Armstrong Cup, ogółem zdobywając je siedmiokrotnie (2002–2005, 2008–2009, 2013). Również w 2002 roku klub pierwszy raz w swojej historii został zwycięzcą National Club Championship. W 2003 roku klub zadebiutował w Pucharze Europy. Irlandzki klub zremisował jeden mecz (ze Sparkasse Gleisdorf), a przegrał pięć i zajął przedostatnie, 44. miejsce w klasyfikacji. W 2004 roku klub ukończył krajowe rozgrywki na drugim miejscu, za Rathmines/Crumlin Chess Club. Rok później zespół uzyskał mistrzostwo. W Pucharze Europy klub wygrał z Cwmbran Chess Club, zremisował z SC Niederrohrdorf i przegrał w pięciu meczach, zajmując 46. pozycję na 48 uczestników. W 2008 roku klub po raz trzeci uczestniczył w Pucharze Europy. Uzyskano wówczas punkty za zwycięstwo z Apolonią Fier i remis z Ennis Chess Club. Phibsboro Chess Club został wówczas sklasyfikowany na 60. miejscu, wyprzedzając cztery kluby.